# DJ Spinna

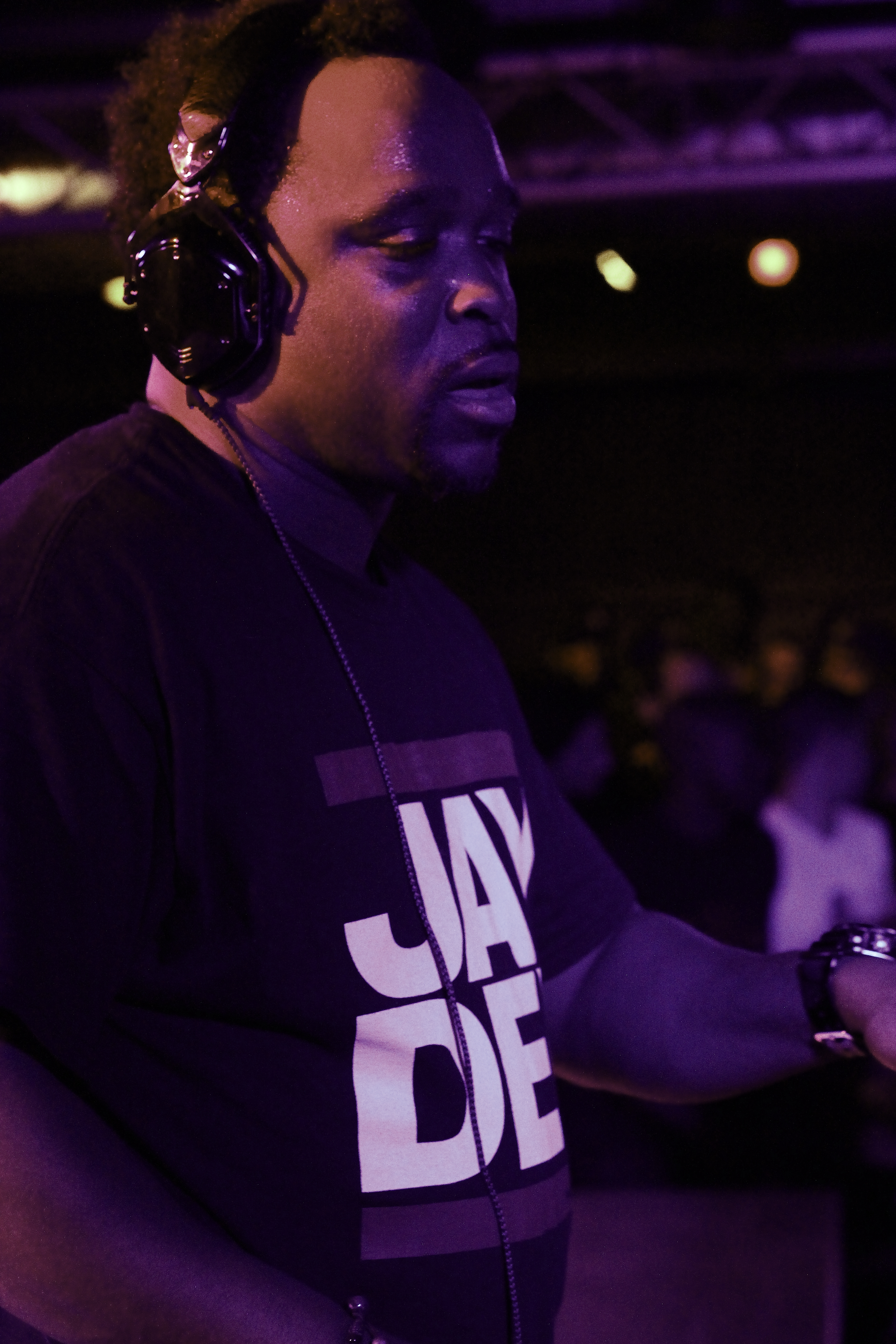
DJ Spinna (2014)

DJ Spinna (* um 1973 in Brooklyn, New York City; bürgerlich Vincent Williams) ist ein US-amerikanischer DJ und Musikproduzent.
Bekannt geworden ist DJ Spinna vor allem mit seinen Remixen von Hip-Hop- und House-Stücken. Ende der 1990er Jahre wurde er vom New Yorker Label Rawkus Records entdeckt und arbeitete dort u. a. mit J-Live, Mos Def, Pharoahe Monch, Talib Kweli und Eminem zusammen. Sein Stil ist stark von Funk und Soul beeinflusst.

## Diskografie
Alben
- Heavy Beats, Vol. 1 (1999)
- Here to There (2002)
- Intergalactic Soul (2006)
- Sonic Smash (2009)